# Zwarte Zusters van de H. Augustinus
Die Zwartzusters, auch Zwarte Zusters oder Soers Noir sind eine römisch-katholische Ordensgemeinschaft, die in der Krankenpflege tätig sind. Sie leben nach der Regel des heiligen Augustinus und waren im Ursprung selbständige Klöster, welche sich im Verlauf des 19. und 20. Jahrhunderts zu Kongregationen entwickelt haben, zu denen die Schwarzen Schwestern vom heiligen Augustin in Aalst gehören.

## Geschichte
Der Ursprung der Gemeinschaft reicht bis ins 15. Jahrhundert zurück. Mehrere Frauen lebten gemeinsam in freiwilliger Armut und zogen von Stadt zu Stadt, um Werke der Barmherzigkeit auszuführen. Sie gehörten keinem festen Orden an und trugen graue Gewänder. Entstanden war diese Lebensweise in Antwerpen, wo die Frauen 1345 ein Haus erwarben, um Kranke und Leidende zu versorgen. Am Anfang des 15. Jahrhunderts wurde beschlossen eine Klostergemeinschaft zu bilden und dafür die Gemeinschaft des heiligen Augustinus ausgewählt. Zugleich wurde das graue durch ein schwarzes Gewand ersetzt, woraus dich der volkstümliche Name „Zwartzuster“ (schwarze Schwestern) ableitet.

### Zwartzusters Aalst
Um 1470 gründete der neue Orden ein Mutterhaus in Gent von wo aus 1475 Schwestern nach Aalst geschickt wurden, um in der Kapellestraat eine neue Gemeinschaft (das Zwartzustershuis) zu gründen. Die Oberin Joanna Cupers und die Schwestern “vander regule ende ordene vanden Augustinen” (deutsch: „von der Regel und vom Orden der Augustinerinnen“) wurden am 24. Juni 1475 in den Unterlagen der Stadt erwähnt. Die Bestätigung der Gründung durch den Bischof von Kamerijk folgte am 24. Juni 1475 mit einer Urkunde. In dieser wird der Konvent auf eine Mitgliederzahl von 12 festgelegt. Auch hier bestand die Kernaufgabe in der häuslichen Kranken- und Leidenspflege. Die Schwestern hatten in den Zeiten der grassierenden Pest viel zu tun und kümmerten sich um die Erkrankten. Zum Ende des Jahres 2020 verkündete das Dekanat, dass der Konvent der schwarzen Schwestern Aalst nach 545 Jahren endgültig verlassen hat.
Kloster und Kapelle Aalst

Das erste Haus der schwarzen Schwester wurde 1474 durch den damaligen Bürgermeister Jan de Proost und seiner Frau A. van Steelant gegründet. Ziel war es, die Pestkranken zu versorgen. Das Kloster bestand bis zum Jahr 1796 und die Klostergebäude dienten bis zu ihrer Sprengung im Jahr 1806 als Lager für beschlagnahmte religiöse Güter, als Kaserne und als Kriegsgefängnis.
Die Klostergemeinschaft gruppierte sich auf Initiative des Pastors De Hert 1806 neu und erwarb das Anwesen Wouters de Dalme. Hier wurden ein neues Hauptgebäude und weitere Nebengebäude errichtet. 1837 wurde die neue Kapelle errichtet, die 1840 geweiht wurde. Die Klostergebäude wurden später als Büros der Stadtverwaltung genutzt.
Im Jahr 1901 wurde das ehemalige Anwesen des Barons de Béthune, genannt „Château de Mylbeke“ mit Schloss und Höflingen erworben. Seit 1903 wurde es als Kloster der schwarzen Schwestern geführt. 1904 wurde das „Medizinische Institut Unserer Lieben Frau“ gegründet, der Vorgänger des heutigen Krankenhauses Onze-Lieve-Vrouw.
Vom Zentralhaus in Aalst aus wurden mehrere neue Stiftungen gegründet:
- 1838 in Geraardsbergen
- 1871 in Maldegem
- 1911 in Couillet
- 1948 wurde das Gut Ronkenburg in Lede von der Gemeinde erworben und diente den schwarzen Schwestern als Rückzugs- und Erholungsheim.

### Zwartzusters van Bethel
Die Schwarzen Schwestern sollen sich im Jahr 1461 in Veurne niedergelassen haben, um der Bevölkerung zu dienen. Ihr Kloster und ihre Kapelle befanden sich in der Straße, die später „Zwarte Nonnenstraat“ genannt wurde. Die Gebäude wurden im Jahr 1724 neu errichtet. Sie erwarben 1906 ein Herrenhaus in der Vleeshouwersstraat 12 und richten es als Erholungsheim für ältere Frauen ein. Aus diesem ging das Algemeen Ziekenhuis Sint-Augustinus hervor.